# Gladys Tejeda
Gladys Lucy Tejeda Pucuhuaranga (Jauja, departament de Junín, Perú, 30 de setembre de 1985) és una atleta peruana.
El març de 2009, va ser reclutada per l'Institut Peruà de l'Esport després d'observar-la en una competència a la seva ciutat natal. Ha participat en els Jocs Bolivarians on va obtenir una medalla d'or, en campionats sud-americans on va aconseguir dues medalles de plata, als Jocs Panamericans, i en dues edicions dels Jocs Olímpics. El 2012 va ser condecorada com a Filla Predilecta de la província de Junín.

## Participacions internacionals
La seva primera prova internacional va ser una mitja marató realitzada a Bogotà.
Al Campionat Mundial de Mitja Marató de 2010, realitzat a Nanning (Xina), va obtenir el lloc 21è amb 1 hora amb 13.3 minuts.
El 2011 es va qualificar en el quart lloc de la Marató Internacional de Seül (Corea del Sud), aconseguint la marca "A" amb un temps de 2:32:32, amb els quals va assegurar la seva participació en els Jocs Olímpics de Londres 2012. En la seva participació a Londres 2012, va obtenir el lloc 43º amb una marca de 2:32:07 en marató femenina.
El seu major assoliment el va obtenir durant els Jocs Bolivarians de 2013, realitzats a la ciutat peruana de Trujillo, on va aconseguir la medalla d'or en mitja marató, amb una hora, 12 minuts i 53 segons.
Al Campionat del Món de mitja marató de 2014, a Copenhaguen (Dinamarca), la fondista va obtenir 1:11:24 sent la millor marca llatinoamericana de la competència.
Als Jocs Panamericans de 2015, realitzats a Toronto, va obtenir la medalla d'or, no obstant això, l'Organització Esportiva Panamericana (ODEPA) va confirmar que va donar positiu en l'antidopatge, perdent en conseqüència aquesta medalla.
Retornant de la seva suspensió de mig any, el 26 de març de 2016 va obtenir el novè lloc i va aconseguir el rècord sud-americà amb 1:10:14, en el Campionat del Món de mitja marató disputat a Cardiff (Gal·les).
El 14 d'agost de 2016, va obtenir el quinzè lloc a la Marató femenina durant els Jocs Olímpics de Rio de Janeiro amb un temps de 2:29:55, sent la millor llatinoamericana de la prova.

## Assoliments
| Any  | Competició                                           | Lloc           | Lloc | Modalitat     | Marca    |
| ---- | ---------------------------------------------------- | -------------- | ---- | ------------- | -------- |
| 2010 | Campionats Sud-americans d'Atletisme de mitja marató | Lima           | 2a   | Mitja marató  | 1:13:53  |
| 2010 | Campionat del Món de mitja marató                    | Nanning        | 21a  | Mitja marató  | 1:13:46  |
| 2011 | XVI Jocs Panamericans                                | Guadalajara    | 3a   | Marató        | 2:42:09  |
| 2012 | Jocs Olímpics                                        | Londres        | 43a  | Marató        | 2:32:07  |
| 2013 | Campionat Sud-americà d'atletisme                    | Cartagena      | 2a   | 5.000 metres  | 16:19.39 |
| 2013 | XVII Jocs Bolivarians                                | Trujillo       | 1a   | Mitja marató  | 1:12:53  |
| 2014 | Campionat del Món de mitja marató                    | Copenhaguen    | 26a  | Mitja marató  | 1:11:24  |
| 2015 | Copa Panamericana de cross country                   | Barranquilla   | 1a   | 7.000 metres  | 21:18    |
| 2015 | Copa Panamericana de cross country                   | Barranquilla   | 3a   | Equip - 7 km. | 51 pts.  |
| 2015 | Campionat del Món de camp a través                   | Guiyang        | 21a  | 8 km          | 28:22    |
| 2015 | Campionat del Món de camp a través                   | Guiyang        | 8a   | Equip         | 156 pts  |
| 2016 | Campionat del Món de mitja marató                    | Cardiff        | 9a   | Mitja marató  | 1:10:14  |
| 2016 | Jocs Olímpics                                        | Rio de Janeiro | 15a  | Marató        | 2:29:55  |

## Marques Personals
- 5.000 metres: 16:00.91 min –  Lima, 15 de juny de 2013.
- 10.000 metres: 33:01.99 min –  Stanford, Califòrnia, 4 de maig de 2014.
- Mitja marató: 1:10:14 hrs –  Cardiff, 26 de març de 2016.
- Marató: 2:28:12 hrs –  Rotterdam, 12 d'abril de 2015.

## Documental 'Criant a un Atleta Olímpic'
Com a homenatge en el Dia de la Mare 2012, l'empresa estatunidenca Procter & Gamble va presentar un documental inspirat en la seva vida esportiva, en el qual es rendeix tribut a la seva mare Marcelina Pucuhuaranga, qui segons l'atleta és la seva raó per seguir.